# Lechytia chilensis
Lechytia chilensis es una especie de arácnido del orden Pseudoscorpionida de la familia Lechytiidae.

## Distribución geográfica
Se encuentra en Chile.